# Hermann von Schade
Hermann von Schade (Münster, 3 oktober 1888 – Bielefeld, 26 oktober 1966) was een Duitse officier en SS-Brigadeführer tijdens de Tweede Wereldoorlog.

## Leven

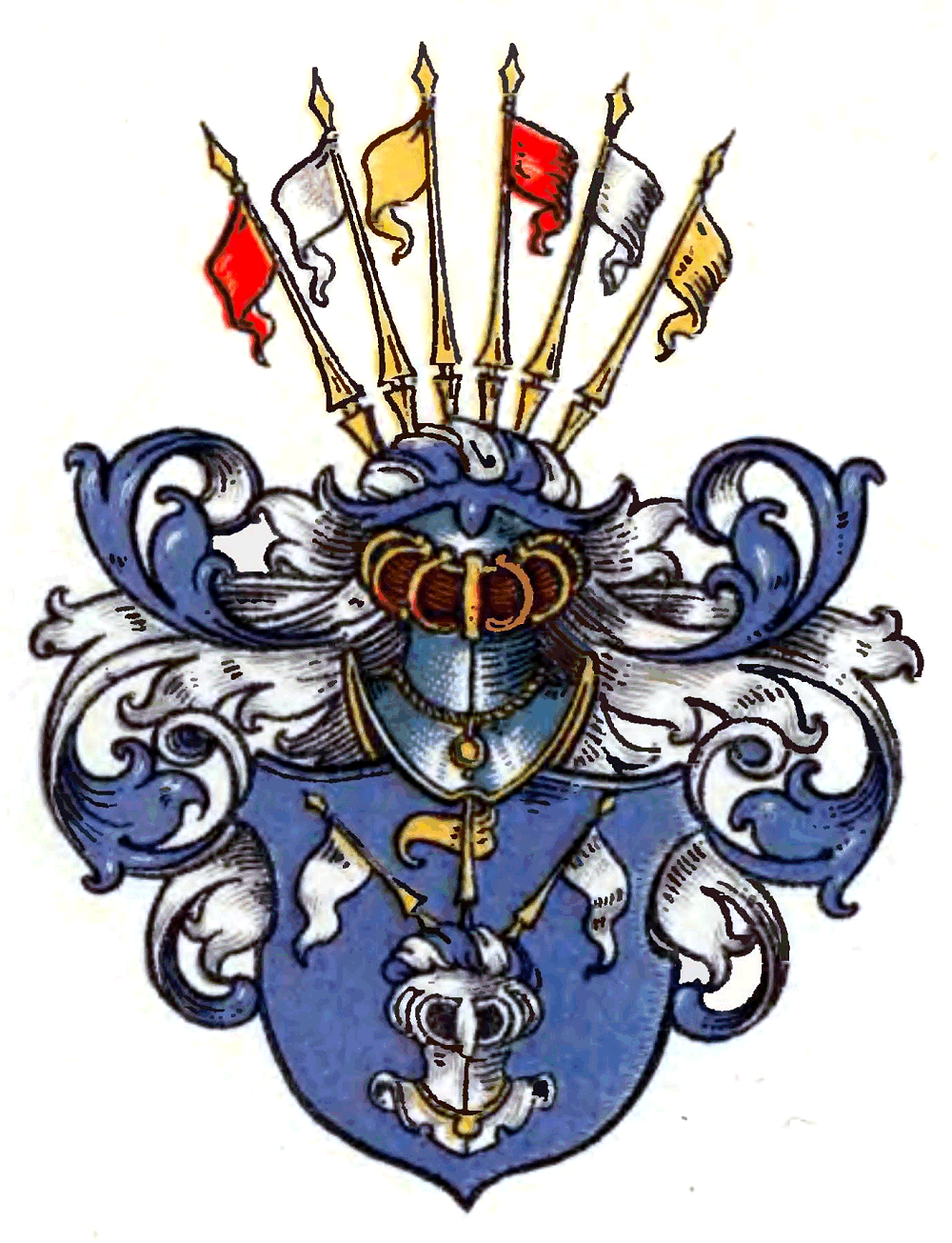
Het wapen van von Schade

Op 3 oktober 1888 werd Hermann von Schade in Münster geboren. Schade stamt uit een oud Westfaals adellijk geslacht, von Schade. Die werden tot Freiherr verheven. Hij was de zoon van de Oberstleutnant Carl Freiherr von Schade.
Vanaf 1899 tot 1907 ging von Schade naar de cadettenschool in Berlin-Lichterfelde. Op 14 maart 1907 ging hij als Fähnrich in dienst van het Pruisische leger, en werd geplaatst bij het 1. Westfälisches Infanterie-Regiment „Herwarth von Bittenfeld“ Nr. 13. In oktober 1910 werd hij bevorderd tot Leutnant. 

### Eerste Wereldoorlog
Na zijn bevordering tot Leutnant, werd von Schade als bataljonsadjudant in het 1. Westfälisches Infanterie-Regiment „Herwarth von Bittenfeld“ Nr. 13 ingezet. Hij diende tot 1915 bij dit onderdeel, en verliet daarna het leger. Op 18 oktober 1913 trouwde von Schade met Erna Wagner, het echtpaar bleef kinderloos. Daarna ging hij werken in een klein bedrijf in Küstrin. In augustus 1914 nam hij weer dienst in het leger, en werd benoemd tot bataljonscommandant in het 1. Westfälisches Infanterie-Regiment „Herwarth von Bittenfeld“ Nr. 13. In januari 1916 raakte von Schade gewond tijdens gevechten, hiervoor werd hij onderscheiden met het Gewondeninsigne 1918 in zwart. Op 5 oktober 1916 werd hij bevorderd tot Hauptmann. Na zijn genezing werd von Schade als Stabsoffizier (stafofficier) geplaatst in het Erganzungsamt van het Generalkommando van het VII. Armee Korps.

### Interbellum
Na de Eerste Wereldoorlog, ging von Schade werken in de zakenwereld van Berlijn. Op 26 juli 1931 werd hij lid van de Nationaalsocialistische Duitse Arbeiderspartij en de SA-Reserve, hij kreeg het lidmaatschapsnummer: 867 322. Een paar maanden later werd von Schade ook lid van de Schutzstaffel (SS). Hij werd als SS-Mann ingeschaald. Als SS-Mann en adjudant werd hij toegewezen aan de SS-Gruppenführer Kurt Daluege. Op 3 augustus 1931 werd von Schade bevorderd tot SS-Sturmführer (tweede luitenant). Na zijn bevordering werd hij als adjudant toegewezen aan de Chef des Führungsstabes der Reichsführer-SS. Op 9 november 1932 volgde zijn bevordering tot SS-Sturmhauptführer (kapitein). Hierna volgde nog zijn bevordering tot SS-Sturmbannführer (majoor). Op 21 maart 1933 werd von Schade mit der Wahrung der Geschäfte beauftragt (m. d. W. d. G. b.) (vrije vertaling: met de waarneming van de functie belast) van de Organisationsabteilung der Reichsführer-SS. Op 21 maart 1933 werd hij definitief benoemd tot leider van de Organisationsabteilung der Reichsführer-SS. Kort hierna volgde zijn bevordering tot SS-Standartenführer (kolonel). Als SS-Standartenführer werd von Schade benoemd tot leider van de II Abt/RFSS (Erganzung (vertaling: versterkingen)) (bevestigd als leider in Stabsbefehl nr 7 van 1 mei 1933.) Op 30 januari 1934 werd hij bevorderd tot SS-Oberführer. Als SS-Oberführer werd von Schade van 30 januari 1934 tot 17 november 1934 geplaatst in de Persönlicher Stab Reichsführer-SS (gepubliceerd in SS-Personalbefehl nr 11, gedateerd 26 februari 1934.) Op 15 september 1934 werd hij als plaatsvervangend chef van het Gerichtsabteilung (vrije vertaling: gerechtelijke afdeling) in het SS-amt. Tegelijk was von Schade permanente vertegenwoordiger chef Abt B IV/SS-Hauptamt (voor Paul Scharfe, die tien weken op verlof was).) Op 13 september 1936 werd von Schade bevorderd tot SS-Brigadeführer (brigadegeneraal). Daarna volgde op 15 maart 1936 zijn benoeming tot commandant van het SS-Abschnitt VII, hij diende in deze functie tot 1 oktober 1937. Hierna werd benoemd tot commandant van het SD-Oberabschnitt Süd. Hierna diende hij von Schade als leider van de Zentralabteilung I 1 in het Reichssicherheitshauptamt. Vlak voor het begin van de Tweede Wereldoorlog, werd hij nog benoemd tot Inspekteur der Sicherheitsdienst und SD Düsseldorf (IdS). 

### Tweede Wereldoorlog
Na het uitbreken van de Tweede Wereldoorlog, werd von Schade nog benoemd tot commandant van het SD-Oberabschnitt West. Op 15 februari 1940 keerde hij naar de burgermaatschappij terug, en werd als plaatselijke bedrijfsleider in het Hugo Anton Schneider A.G. in Meuselwitz ingezet. Op 5 mei 1944 tot 25 mei 194 was von Schade commandant van de SS-Feldpostamt 17 in de 17. SS-Panzergrenadier-Division Götz von Berlichingen. Hij werkte daar tot het einde van de oorlog. Von Schade werd tegelijk ook als Führer weer in de Persönlicher Stab Reichsführer-SS geplaatst. Vervolgens werd hij geplaatst in de Staf SS-Oberabschnitt "Elbe". Hierna werd von Schade overgeplaatst naar de staf van het SS-Abschnitt XXVII, en daar bleef hij werkzaam tot het einde van de Tweede Wereldoorlog.

## Na de oorlog
Over het verdere verloop van zijn leven is niets bekend. Op 26 oktober 1966 overleed hij in Bielefeld.

## Triviaal
De vrouw van von Schade was bevriend met de vrouw van Himmler Margarete Himmler. Dit zou zijn snelle carrière in de SS kunnen verantwoorden.

## Militaire carrière
- Fähnrich: 14 maart 1907[1][2]
- Leutnant: oktober 1910[1][2]
- Oberleutnant: 19 juni 1912[1]
- Hauptmann: 5 oktober 1916[1][2]
- SS-Mann: 6 februari 1932[1]
- SS-Sturmführer: 3 augustus 1932[1][2][4][5]
- SS-Sturmhauptführer: 9 november 1932[1][2][4][5]
- SS-Sturmbannführer: 30 januari 1933[1][2][4][5]
- SS-Standartenführer: 21 maart 1933[1][2][4][5]
- SS-Oberführer: 30 januari 1934[1][2][4][5]
- SS-Brigadeführer: 13 september 1936[1][2][4][5]

## Lidmaatschapsnummers
- NSDAP-nr.: 867 322[5] (lid geworden 26 juli 1931[1])
- SS-nr. 32 214[5] (lid geworden 6 februari 1932[1])

## Onderscheidingen
Selectie:
- IJzeren Kruis 1914, 1e Klasse[1][5][2] en 2e Klasse[1][5][2]
- Gewondeninsigne 1918 in zwart[1][5][2]
- Erekruis voor Frontstrijders in de Wereldoorlog[2][5] in 1934[1]
- SS-Ehrenring[5]
- Ehrendegen des Reichsführers-SS[5]
- Kruis voor Oorlogsverdienste, 2e Klasse met Zwaarden[2], andere bron vermeldt: met Zwaarden op 30 januari 1944[1]
- Duits Olympisch Ereteken, 1e Klasse[2] in 1936[1]
- Rijksinsigne voor Sport in goud[2] op 15 april 1937[1]